# Sageraea zeylanica
Sageraea zeylanica är en kirimojaväxtart som beskrevs av E.C.H.van Heusden. Sageraea zeylanica ingår i släktet Sageraea och familjen kirimojaväxter. Inga underarter finns listade i Catalogue of Life.